# レガトゥス・レギオニス
レガトゥス・レギオニス（ラテン語: legatus legionis, レーガートゥス・レギオーニス）は、古代ローマの軍隊における軍団（レギオー、legio）の司令官のこと。
日本語に訳すときにはさまざまな訳語が当てられており、軍団を率いるから軍団長、軍隊の総司令官に次ぐ地位であるから副官、総督から指揮を任されるから総督代理、という具合である。
「レガトゥス」（legatus）は、ラテン語で「任命する」を意味する動詞「レーゴー」（lego）の派生語であり、「任命される者」を意味する。「レギオニス」（legionis）は「軍団の」という形容詞であるが、レガトゥスと語源は同じである。普通は単に「レガトゥス」と呼ばれることが多く、同じ単語で「使者」を意味する場合も多いので訳すときには注意が必要である。

## 概要
レガトゥス・レギオニスは、マリウスの軍制改革によって、トリブヌス・ミリトゥムの上に設けられた職である。ローマ軍を率いる総司令官や属州総督（プロコンスルやプロプラエトル）によってレガトゥスの中から選ばれて任命され、1個～数個軍団の指揮を任された。軍団長の下には、各軍団ごとに6名のトリブヌス・ミリトゥムが選出されて、2名ずつ3交代で軍団の運営を司った。
レガトゥスは、元老院によって元老院議員クラスの者から選ばれることが多かった。
その位置づけは帝政後期のドゥクスよりは下位であり、トリブヌスよりは上位にあった。